# امیل اده
امیل اده (عربی: إميل إبراهيم إدّه، آوانگاری: Imīl Ibrāhīm Iddah؛ ۵ مه ۱۸۸۳ – ۲۷ سپتامبر ۱۹۴۹) سیاست‌مدار اهل لبنان بود. وی از تاریخ ۱۱ اکتبر ۱۹۲۹ تا تاریخ ۲۵ مارس ۱۹۳۰ سمت نخست‌وزیری و از تاریخ ۲۰ ژانویه ۱۹۳۶ تا تاریخ ۴ آوریل ۱۹۴۱ سمت ریاست‌جمهوری لبنان را برعهده داشت.
امیل اده در ۲۷ سپتامبر ۱۹۴۹، در سن ۶۶ سالگی درگذشت.